# سرنوشت جادوگر خوب
سرنوشت جادوگر خوب (به انگلیسی: The Good Witch's Destiny) یک فیلم خانوادگی کانادایی/آمریکایی در سال ۲۰۱۳ است که بازیگرانی همچون کاترین بل، کریس پاتر، رابین دون، کاترین دیشر، متیو نایت، هانا اندیکات-داگلاس و پیتر مک نیل در آن ایفای نقش می‌کنند و ششمین فیلم از سری فیلم‌های جادوگر خوب است.

## بازیگران
- کاترین بل در نقش کاساندرا «کاسی» راسل
- کریس پاتر در نقش رئیس جیک راسل
- رابین دان در نقش درو
- کاترین دیشر در نقش مارتا تینسدیل
- ماتیو نایت در نقش برندون راسل
- هانا اندیکات-داگلاس در نقش لری راسل
- پیتر مک نیل در نقش جورج اوهانران
- اشلی لگات در نقش تارا